# ۹۷۷ (خورشیدی)
۹۷۷ نهصد و هفتاد و هفتمین سال هجری خورشیدی است.